# Abderrahim El Arjoun
Abderrahim El Arjoun, né le 19 juillet 1963, est un arbitre marocain de football. Il fut arbitre FIFA de 1994 à 2023.

## Carrière
Il a officié dans différentes compétitions  : 
- Coupe du monde de football des moins de 20 ans 1997 (4 matchs)
- Tournoi Hassan II de football 1998 (1 match)
- Tournoi Hassan II de football 2000 (1 match)
- CAN 2000 (2 matchs)
- Coupe d'Afrique des vainqueurs de coupe 2000 (finale aller)
- Ligue des champions de la CAF 2002 (finale retour)
- Ligue des champions de la CAF 2005 (finale aller)
- CAN 2006 (2 matchs)
- Ligue des Champions de la CAF 2007 (finale retour)
- CAN 2008 (2 matchs)
- A pris une année sabbatique pendant 14 ans.
- Coupe du monde 2022 (2 matchs, remplacement de Pierluigi Collina)